# Re nella Montagna
Un Re nella Montagna o eroe dormiente è una figura di spicco nel folklore e nella mitologia e lo si ritrova in molte favole o leggende.

## Caratteristiche generali

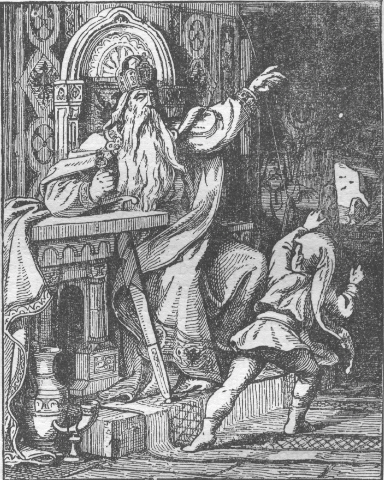
Federico Barbarossa manda all'esterno un ragazzo per vedere se i corvi volano ancora.

Le storie che caratterizzano la figura del Re nella Montagna coinvolgono eroi leggendari, accompagnati da fidati guerrieri armati, che sono soliti dormire presso siti remoti tra i quali grotte situate su alte montagne, isole lontane e mondi soprannaturali. Il Re sotto la Montagna è spesso una figura storica legata a vicende militari della nazione ove il Re ha il suo riposo.
Le storie raccolte dai Fratelli Grimm su Federico Barbarossa e Carlo Magno sono dei tipici racconti sul Re nella Montagna. La presenza di questo Re è in queste storie sempre insospettabile fino a quando qualcuno, in genere un pastore che è alla ricerca di capi di bestiame dispersi, entra nel suo luogo di riposo e vede l'eroe, al quale è sempre cresciuta una lunga barba, fatto indicativo dei lunghi anni che ha passato nascosto.
Nelle testimonianze raccolte dai Grimm, il pastore parla sempre con l'eroe e la loro conversazione si basa sempre su uno schema fisso. In una storia esemplare, il Re chiede se "Le aquile (o i corvi) volano ancora in cerchio attorno alla montagna", al che il pastore (o una voce misteriosa) risponde "Si, volano ancora in cerchio"; al ché, l'eroe risponde "Allora vattene! Il mio tempo non è ancora giunto!".
Al pastore spesso succedono poi eventi soprannaturali: egli matura rapidamente e all'uscita dal luogo di riposo del Re i suoi capelli diventano bianchi, e spesso muore dopo aver raccontato i fatti vissuti. Inoltre chi entra in queste grotte sembra si ritrovi in un Tempo che scorre diversamente da quello della Terra.
La storia va in genere avanti e dice che il re continua a dormire nella montagna, in attesa di presentarsi con i suoi cavalieri a difendere la nazione in un momento di pericolo mortale. Il suo risveglio sarà preannunciato dall'estinzione degli uccelli che vivono vicino al suo luogo di riposo.
Questo tipo di leggenda si riscontra anche nell'Islam medievale, con la legenda dell'imam nascosto e che forse ha avuto un certo influsso sull'occidente.

## Esempi
Diversi re, regnanti, figure religiose, personaggi leggendari o inventati sono stati accostati al Re nella Montagna. Segue una breve lista:
- Tifone ed Encelado dell'Etna
- Federico II di Svevia (Sicilia, Italia)[4][5]
- Costantino I
- Re Artù (Monte Etna, Sicilia) da Gervasio di Tilbury[4][6]
- Merlino dal Ciclo arturiano, imprigionato in una quercia da Viviana
- Brân il Benedetto (Galles)
- San Giovanni evangelista (Efeso, Turchia)[7][8]
- Sette dormienti di Efeso (Efeso, Turchia)
- Csaba, figlio di Attila l'Unno (Ungheria), che scenderà dalla Via Lattea qualora i Siculi siano in pericolo
- Santo Stefano, San Ladislao, Mattia Corvino (Ungheria)
  - Kralj Matjaž (Slovenia)
- Carlo Magno (Germania, Francia) riposa in un monte presso Salisburgo
- Costantino XI Paleologo dell'Impero Romano d'Oriente, alias L'imperatore immortale trasformato in statua di marmo (la storia è simile, benché la leggenda vuole che Costantino fu tramutato in statua da un angelo)
- Regina Tamara I (Georgia), dormiente all'interno di una bara rivestita d'oro, in una vetta montuosa, e quando si desterà dal suo sonno restaurerà un'epoca aurea nel suo paese
- Fionn mac Cumhaill (Irlanda)[9]
- Ogier (Danimarca)
- Re Aroldo II[10][11]
- Re Rodrigo (Spagna)
- Sir Francis Drake
- Owain Lawgoch
- Owain Glendower
- Federico Barbarossa (Monte Kyffhäuser, Germania)[5]
- Enrico I di Sassonia
- Montezuma
- Olaf I di Norvegia
- Väinämöinen
- Sebastiano I del Portogallo
- Ştefan cel Mare (Moldavia)
- Guglielmo Tell (Svizzera)[12]
- Teseo (Grecia)
- San Venceslao (Boemia, Repubblica Ceca)[13]
- Tommaso di Ercildoune (Scozia)[14]

## L'eroe dormiente nella cultura di massa
- J. R. R. Tolkien utilizza tale figura in molte[senza fonte] sue opere: I morti di Dunclivo ne sono un esempio.
- In Indiana Jones e l'ultima crociata vi è un eroe immortale e custode all'interno di una stanza, un cavaliere delle crociate divenuto immortale grazie al Santo Graal
- Nel videogioco Undertale è presente una traccia chiamata Bergentrückung (dal tedesco, appunto, "Re nella montagna"), che è la colonna sonora della battaglia contro Asgore, il sovrano dei mostri che vivono nel sottosuolo, vero e proprio re nella montagna
- Nel videogioco The Legend of Zelda: The Wind Waker sono ravvisabili diverse citazioni della figura.
- L'eroe dei fumetti Capitan America va in animazione sospesa alla fine della Seconda guerra mondiale, e viene risvegliato nell'era moderna.
- The Longing, videogioco "punta e clicca" ispirato al tema folkloristico del re nella montagna.